# Васильевское-Соймоново

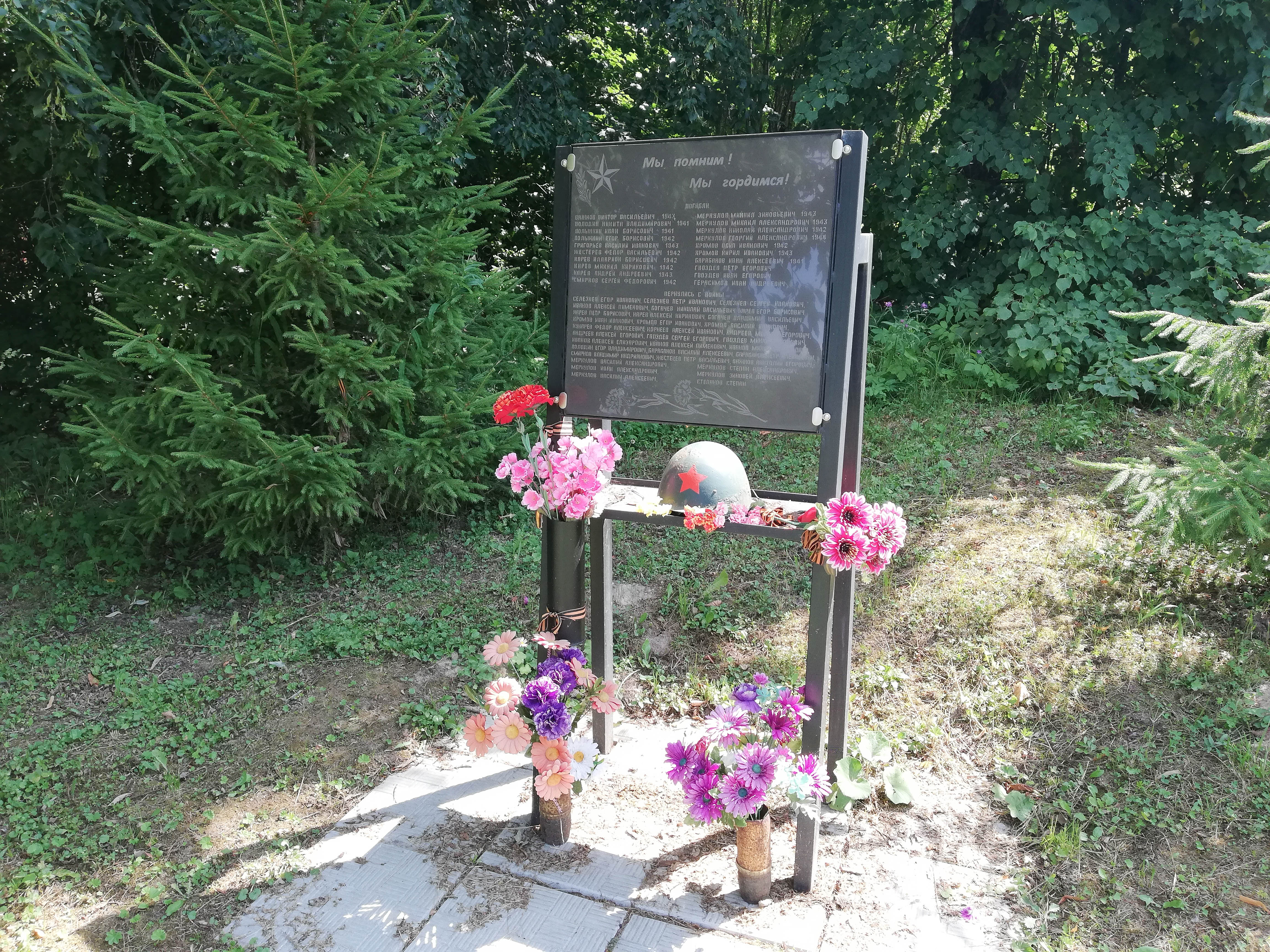
Воинский мемориал в деревне

Васильевское-Соймоново — деревня в Клинском районе Московской области в составе сельского поселения Нудольское. Население — 1 чел. (2010). До 2006 года Васильевское-Соймоново входило в состав Нудольского сельского округа.
Деревня расположена на юго-западе района, на границе с Истринским районом, примерно в 33 км к юго-западу от райцентра — города Клина, на левом берегу реки Вельги (левый верхний приток реки Нудоли), высота центра над уровнем моря 203 м. Ближайший населённый пункт — Кадниково в 1 км на север.

## Население
| 2002 | 2006 | 2010 |
| ---- | ---- | ---- |
| 5    | ↘0   | ↗1   |